# Comuna Tortoman, Constanța
Tortoman este o comună în județul Constanța, Dobrogea, România, formată din satele Dropia și Tortoman (reședința).

## Demografie
Componența etnică a comunei Tortoman
     Români (84,55%)
     Alte etnii (15,45%)
Componența confesională a comunei Tortoman
     Ortodocși (80,16%)
     Romano-catolici (3,04%)
     Alte religii (1,16%)
     Necunoscută (15,64%)
Conform recensământului efectuat în 2021, populația comunei Tortoman se ridică la 1.547 de locuitori, în scădere față de recensământul anterior din 2011, când fuseseră înregistrați 1.697 de locuitori. Majoritatea locuitorilor sunt români (84,55%). Din punct de vedere confesional, majoritatea locuitorilor sunt ortodocși (80,16%), cu o minoritate de romano-catolici (3,04%), iar pentru 15,64% nu se cunoaște apartenența confesională.

## Politică și administrație
Comuna Tortoman este administrată de un primar și un consiliu local compus din 11 consilieri. Primarul, Gheorghe Grosu[*], de la Partidul Național Liberal, este în funcție din 1 noiembrie 2024. Începând cu alegerile locale din 2024, consiliul local are următoarea componență pe partide politice:
|  | Partid                          | Consilieri | Componența Consiliului | Componența Consiliului | Componența Consiliului | Componența Consiliului |
|  | ------------------------------- | ---------- | ---------------------- | ---------------------- | ---------------------- | ---------------------- |
|  | Partidul Național Liberal       | 4          |                        |                        |                        |                        |
|  | Alianța Dreapta Unită           | 3          |                        |                        |                        |                        |
|  | Partidul Social Democrat        | 2          |                        |                        |                        |                        |
|  | Alianța pentru Unirea Românilor | 2          |                        |                        |                        |                        |